# Protaetia sulawesiana
Protaetia sulawesiana är en skalbaggsart som beskrevs av Franz Antoine 2000. Protaetia sulawesiana ingår i släktet Protaetia och familjen Cetoniidae. Inga underarter finns listade i Catalogue of Life.